# Stone Sour (musikalbum)
Stone Sour är hårdrock/heavy metal-bandet Stone Sours debutalbum. Det gavs ut i augusti 2002 av Roadrunner Records. 2003 släpptes albumet i en Special Package med fem nya låtar och tre musikvideor.

## Låtlista
1. "Get Inside" - 3:13
2. "Orchids" - 4:24
3. "Cold Reader" - 3:41
4. "Blotter" - 4:02
5. "Choose" - 4:17
6. "Monolith" - 3:45
7. "Inhale" - 4:25
8. "Bother" - 4:00
9. "Blue Study" - 4:37
10. "Take a Number" - 3:42
11. "Idle Hands" - 3:56
12. "Tumult" - 4:03
13. "Omega" - 2:56

### Special Package
1. "Rules of Evidence" - 3:44
2. "The Wicked" - 4:55
3. "Inside the Cynic" - 3:24
4. "Kill Everybody" - 3:26
5. "Road Hogs" - 3:53
6. "Bother" (DVD)
7. "Inhale" (DVD)
8. "Get Inside" (DVD)